# タラフマラ族
ララムリ、あるいはタラフマラ族はメキシコ北西部のアメリカ州の先住民族であり、長距離走の能力に秀でているとして有名である。
16世紀のスペイン探検家の上陸により、チワワ州の固有の先住民であるタラフマラ族の多くは西シエラ・マドレ山脈に位置するバランカ・デル・コブレ(英：Copper Canyon)のような高シエラ(シエラとは、のこぎり状の山脈のこと。スペイン語：sierra)や峡谷に退避した。タラフマラ族が現在居住する西シエラ・マドレ山脈の地域は、彼らの存在からシエラ・タラフマラとも呼ばれている。
2006年の調査では、タラフマラ族の人口は5万～7万と見られている。

## 歴史
ララムリは1500年代になって初めてスペインで紹介された。スペイン人はこの新しい部族の発見により、タラフマラ族と命名した。17世紀のはじめまでに、スペイン鉱山がタラフマラ族の生活圏に建設され、タラフマラ族は鉱山での労働力としてスペイン人による奴隷狩りの対象となった。イエズス会の宣教師ユアン・フォント（en）はタラフマラ族の生活圏の南端で布教所を設立し、布教活動はTepehuan族のいるさらに南にまで拡大した。この布教活動はSan Pablo Ballezaとして知られている。フォントは1616年のスペイン人による襲撃に対するTepehuanの武力抵抗の際に殺された。San Pablo Ballezaにおける布教活動はこの事件により中断し、再開まで十年以上もの歳月を要した。
1631年のチワワ州Parralの鉱山の発見により、さらに多くのスペイン人がタラフマラの土地に来ることとなり、イエズス会も多くの宣教師を送り込んだ。スペイン人鉱夫による奴隷狩りがさらに行われるようになった。新しい布教活動もLas Bocas, Huejotitlan, San Felipe とSatevoにより再開された。
1648年にタラフマラ族はスペインとの戦争に向かった。タラフマラ族はFariagicと合流し、それから San Francisco de Borjaにあるイエズス会の布教所を破壊した。二人のリーダーはこの襲撃によりスペイン人に捕まり、処刑された。その直後にスペイン人はタラフマラ郡の高地中心地にVilla de Aguilarを設立した。
これらの事件によりタラフマラ族は二つの地域に分かれることとなった。低地の布教所の伝道師らの継続的な活動によりキリスト教信者の多い低地に移住し、低地のものはタラフマラ族のアイデンティティを大きく失うこととなった。高地のタラフマラ族はTepórameと幾人らのリーダーの下戦争へと向かった。イエズス会は1670年代にこの地に戻り数千人のタラフマラ族を洗礼を施したが、これらの人々は低地のタラフマラ族とは別のアイデンティティを保持した。Tepórameは1690年にスペイン人により処刑された。1696年から1698にかけてスペイン人との戦争を続けたが、軍事的には敗北に終わった。
1753年までに、低地のタラフマラ族の布教所は在俗牧師(secular priests、修道院に住んでいない牧師、または現地人の牧師)に引き継がれた。1767年のスペイン領におけるイエズス会の解散に伴い、タラフマラ地域(西シエラ・マドレ山脈)にある布教所の多くは活動を終えた。
短期間の富鉱帯の終了とともに1767年にはすべてのスペイン領からイエズス会は撤退させられた。タラフマラ族にとって、このことはイエズス会がフランシスコ会にとって代わられ、フランシスコ会の献身的な努力にもかかわらずイエズス会の布教活動に及ばなかったため、フランシスコ会の布教活動は下火となっていった。20世紀の始めにはイエズス会が戻り、荒廃した布教所の再建を行った。

## 文化

### 生活
多くのタラフマラ族は伝統的な生活を続けており、小さな木や石の小屋だけでなく、洞窟や断崖の軒下のような自然のシェルターを利用し居住している。主要な作物として、とうもろこしや豆などがある。しかしながら、多くのタラフマラ族は現在も移牧を続けており、牛、羊、ヤギなどを飼っている。ほとんどのタラフマラ族は、一年の内になんらかの形での移牧を行う。
メキシコのタラフマラ族の生活に関する洞察(Insight into the Tarahumaras life, Mexico)

## 言語
タラフマラ語はユト・アステカ語族に属する。スペイン語の影響で衰退しつつあるものの、現在も広く話されている。

### ララムリとは
タラフマラ語において、ララムリ(rarámuri)という単語は特に男性を言及しており、女性については単数の場合はムキ(mukí) 、複数の場合はオムギ(omugí) または イゴマレ(igómale)が相当する。
ララムリという言葉はタラフマラ語で"はだしのランナー"または"速く走るもの"を意味するものとして、ノルウェーのカール・ルムホルツ（Carl Lumholtz）などの初期の民族誌学者が紹介したが、この翻訳は正確ではない。現在では、ララムリ＝タラフマラ族として解釈・認識されるようになった。

## 脅威
タラフマラ族はアステカに征服されず、スペイン人 、フランス人、アメリカ人との戦争にも生き抜いた。近年では、彼らはメキシコ軍や薬物取締官、彼らの土地の鉱物資源の搾取をもくろむ企業から土地をおびやかされている。

### 森林伐採
大規模な森林伐採が大きな問題となっており、1800年代後半に初めての伐採者が来たことにより、ほとんどすべての森林が無くなった。シエラマドレの森には原住民の92%が生活しており、彼らは大規模鉱山や森林伐採プロジェクトから彼らの土地を守る必要に迫られている。伐採業者による原住民の土地の搾取は、彼らの自給自足経済と将来を危うくするものである。メキシコの人権擁護連合委員会は、政府が材木生産の生態系に対する効果を研究することに失敗しているとしたレポートを2000年に作成した。1990年代の法律の自由化を通して、状況はより多くを悪化させるものであり、そして資源の消耗に終わった。1995年には、「伐採を今後百年続けた場合、これらの貴重な森のわずか2パーセント（300、000エーカー）しか残らない」と断言された 。何百もの薬用植物、オーク及び松などの種は地球上の他のどの場所よりも多種多様であり、これらが生息する北アメリカの最も生物学的に多様な生態系は絶滅に瀕している。北米自由貿易協定（NAFTA）は90年代には、土地のタラフマラ族への帰属、タラウマラ族への待遇改善、及び環境規制の市場ベースの技法を骨子とした対外投資を促進させた。これはかえって、伐採を増やしとかなりの数にのぼるこれらの森に依存する原住民の人々の絶望を増すこととなった。

## 優れた運動機能

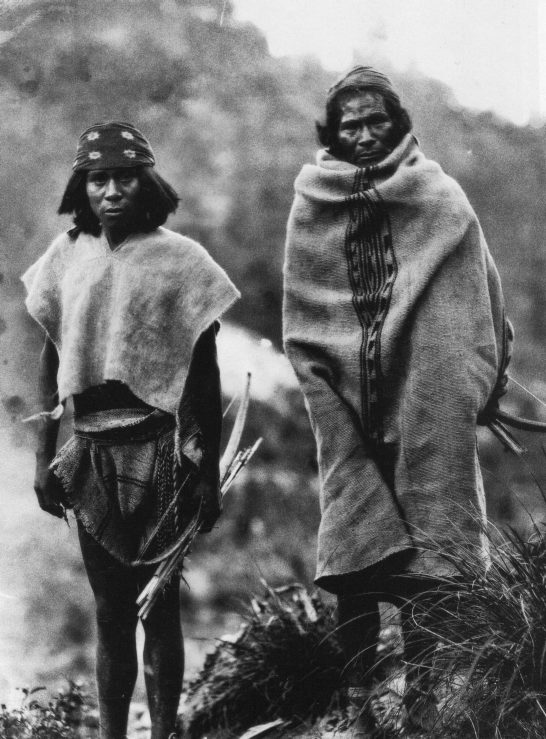
1892年、Carl Lumholtzの撮影によるチワワ州Tuaripaでの二人のタラフマラ男性の写真

## タラフマラの宗教
タラフマラ族は、幻覚性のサボテンのペヨーテを hikuli という高い位に置き敬っている。

## 有名なララムリ
- ダニエル・ポンス・デ・レオン（英語版）： 元WBOジュニア・フェザー級のチャンピオンである[15]。
- アルヌルフォ・キマーレ(Arnulfo Quimare)：1996年、ロサンゼルスで開かれた160kmを競う山岳レースで優勝。ララムリの集う地元のマラソンレースでは5連覇を果たした。

## ララムリを題材とする放送
- Weird or What?（英語版） シーズン1第5回（2010年9月29日放送）
- 2013年10月17日放送　NHK　地球イチバン 世界一走り続ける民 ～メキシコ・ララムリ～
- 2010年9月4日放送 TBS 世界ふしぎ発見！走る民族の秘密
- 2020年9月20日放送 NHK 「天空を駆ける民 ララムリ」